# 정가은
정가은(본명: 백라희 1978년 6월 20일~)은 대한민국의 모델, 방송인이다.

## 생애
대한민국 부산광역시 해운대구 우동 출신으로, 1997년에 모델로 연예계에 데뷔했다. 본명이자 출생명은 백성향이였으나, 백라희로 개명했다. 2001년 미스코리아 경남 선(善)으로 입상한 후로는 광고, 뮤직비디오, 드라마, 오락 프로그램 등 다방면에서 활동하고 있다.
2016년에 결혼했으나, 2018년 1월에 이혼했다. 슬하에 1녀를 두고 있으며, 양육권은 정가은이 갖고 갔다.

## 학력
- 해동초등학교 (졸업)
- 해운대여자중학교 (졸업)
- 해운대여자고등학교 (졸업)
- 부산경상대학교 무역학과 (졸업)

## 출연작
드라마
| 연도 | 방송사     | 제목                                       | 역할             | 비고     |
| ---- | ---------- | ------------------------------------------ | ---------------- | -------- |
| 2006 | KBS2       | 《드라마시티》 - 〈왜 꼭 이래야만 하는가〉 | 세희             | [ 2 ]    |
| 2006 | MBC        | 《베스트극장》 - 〈놈들의 수다〉           | 청순글래머 28호  | [ 3 ]    |
| 2009 | MBC        | 지붕뚫고 하이킥                            | 정보석의 첫 사랑 | 특별출연 |
| 2011 | MBC        | 천 번의 입맞춤                             | 장혜빈           |          |
| 2012 | 채널A      | 니가 깜짝 놀랄 만한 얘기를 들어주마        |                  |          |
| 2013 | KBS2       | 패밀리                                     | 미자             |          |
| 2013 | SBS 플러스 | 우리들의 차차차2                           | 손유진           |          |
| 2013 | SBS        | 주군의 태양                                | 안진주           | 특별출연 |
| 2014 | SBS 플러스 | 여자만화 구두                              | 임한나           |          |
| 2014 | JTBC       | 12년만의 재회: 달래 된, 장국               | 윤정희           | 특별출연 |
| 2015 | SBS 플러스 | 우리들의 차차차4                           | 손유진           |          |
| 2017 | SBS 플러스 | 우리들의 차차차6                           | 손유진           |          |
| 2019 | SBS 플러스 | 우리들의 차차차8                           | 손유진           |          |
| 2021 | SBS 플러스 | 우리들의 차차차10                          | 손유진           |          |
| 2023 | SBS 플러스 | 우리들의 차차차12                          | 손유진           |          |

영화
| 연도 | 제목              | 역할       | 비고     |
| ---- | ----------------- | ---------- | -------- |
| 2014 | 소녀괴담          | 초등선생님 | 특별출연 |
| 2023 | 별 볼일 없는 인생 | 이선       |          |

예능
지상파
- 《스타킹》(2008년 11월 29일 ~ 2009년 6월 20일, 2013년 3월 16일)
- 《최양락 · 정형돈의 괜찮아U》(2009년 10월 14일 ~ 2009년 12월 23일)
- 《운수대통 황금호랑이》(2010년 2월 15일)
- 《일요일이 좋다》 - 〈영웅호걸〉(2010년 7월 18일 ~ 2011년 5월 1일) (이상 SBS.)
- 《일요일 일요일 밤에》 - 〈우리 아버지〉(2009년 12월 6일 ~ 2010년 5월 30일
- 《놀러와》(2010년 1월 25일 ~ 2010년 2월 22일)
- 《찾아라! 맛있는 TV》(2010년 8월 14일 ~ 2011년 4월 16일) (이상 MBC.)
- 《심형래 쇼》 (2011년 2월 4일) (이상 KBS2.)
- 《세바퀴》 (2015년 4월 4일) (이상 MBC.)
- 《황금어장 라디오스타》(2021년 9월 8일) (이상 MBC.)

케이블
- 《럭키 스트라이크 300》 (XTM, 2010년 10월 5일 ~ 2010년 12월 14일)
- 《아이돌 메이드》(MBC 에브리원, 2010년 7월 21일 ~ 2010년 10월 13일)
- 《요 걸스 다이어리》시즌2 (SBS ETV, 2010년 5월 24일 ~ 6월 14일)
- 《무한걸스》(MBC 에브리원, 2009년 3월 20일 ~ 2009년 11월 27일, 2011년 5월 26일, 2012년 1월 5일, 12월 31일, 2013년 3월 11일 ~ 3월 18일)
- 《남자의 스타일 옴므 2.0》(XTM, 2010년 3월 26일 ~ 2010년 12월 13일)
- 《재밌는 TV 롤러코스터》(TVN, 2009년 7월 18일 ~ 2010년 7월 31일, 2011년 6월 26일 ~ 2011년 12월 25일)
  - 《남녀탐구생활》
- 《롤러코스터 시즌2》(TVN, 2012년 3월 11일 ~ 2012년 5월 27일)
  - 《한국인 탐구생활》
  - 《남녀 연예 집중 탐구생활》
- 《애완남 키우기 나는 펫》시즌5(코미디TV, 2008년 9월 20일 ~ 2008년 12월 27일)

교양
- 《절대남자 시즌2》(XTM, 2012년 3월 6일 ~ 2012년 6월 19일)
- 《화성인 X파일》(TVN, 2010년 9월 15일 ~ 2011년 9월 8일)
- 《반갑습니다 선배님》(2009년 9월 10일 ~ 2009년 11월 14일)
- 《스펀지 2.0》(2009년 ~ 2010년 5월 7일) (이상 KBS 2TV.)
- 《시네마 월드》(부산MBC, 2013년 ~ )

### 라디오
- 《정가은의 스위트 뮤직 박스》(SBS 파워FM)

### 뮤직비디오
- 신화 - 〈드로우 마이 피스트〉(Throw My Fist)
- 고유진 · 화요비 - 〈고스트〉(Ghost)

| 

### 광고
- 맥스
- 동아제약 모닝케어
- 바이러스 제로
- 삼성카드
- SK텔레콤
- CJ오쇼핑
- 에쓰오일정가은주유건
- LG유플러스 (뱅크온, 국제전화 002)

## 수상
- 2001년 미스코리아 경남 선(善)
- 2010년 제3회 대한민국 나눔대상 국회상임위원장상
- 2010년 제4회 케이블TV 방송대상 올해의 스타상 (롤러코스터)